# 古橋懐古館
古橋懐古館（ふるはしかいこかん）は、愛知県豊田市稲武町タヒラ8番地にある資料館。運営は一般財団法人古橋会。書画・陶漆器・民具などを収集・保存・展示している。

## 年表
- 1958年（昭和33年） - 開館[1]。
- 1971年（昭和46年） - 一般公開を開始[1]。
- 2017年（平成29年） - 収蔵庫を建設[1]。
- 2018年（平成30年）12月1日 - 一般公開を無期限休止[1]。

## 沿革
約300年前に古橋家初代が美濃国中津川から三河国北設楽郡稲橋村に移住し、古橋家は代々酒造業を生業としていた。古橋家6代の古橋暉皃は文久3年（1863年）に上京し、平田銕胤の門に入って国学に傾倒した。これを機に、国学者・儒学者・勤皇家・経世家などの書画を収集した。
古橋家7代の古橋義真は北設楽郡長や愛知県会議員などを歴任した人物であり、8代の古橋道紀は初代稲武町長などを歴任した人物であるが、いずれも6代古橋暉皃のコレクションを引き継ぐとともに収集を続け、8代古橋道紀が死去した1945年（昭和20年）末には遺言によって財団法人古橋会が創設された。8代古橋道紀の実弟である川村貞四郎が財団法人古橋会の初代理事長となり、各種の公益事業を推進した。
本館の建物は江戸時代中後期に建築された酒倉・味噌倉であり、太平洋戦争後に改築して総合病院としたものである。1958年（昭和33年）には古橋義真の50年祭を記念して、この建物を本館として1958年（昭和33年）に古橋懐古館が開館した。1971年（昭和46年）には一般公開を開始している。消防法の関係で2018年（平成30年）12月1日から一般公開を無期限休止し、所蔵資料の整理・保存・活用を軸として活動している。